# Alexander Evtushenko
Alexandr Yevtushenko –em russo, Александр Евтушенко– (Maikop, 30 de junho de 1993) é um desportista russo que compete em ciclismo na modalidade de pista, especialista nas provas de perseguição; ainda que também disputa carreiras de estrada.
Ganhou uma medalha de bronze no Campeonato Mundial de Ciclismo em Pista de 2018 e duas medalhas no Campeonato Europeu de Ciclismo em Pista, prata em 2014 e bronze em 2017.

## Medalheiro internacional
| Campeonato Mundial | Campeonato Mundial         | Campeonato Mundial | Campeonato Mundial      |
| Ano                | Lugar                      | Medalha            | Competição              |
| ------------------ | -------------------------- | ------------------ | ----------------------- |
| 2018               | Apeldoorn ( Países Baixos) | Medalha de bronze  | Perseguição individual  |
| Campeonato Europeu |                            |                    |                         |
| Ano                | Lugar                      | Medalha            | Competição              |
| 2014               | Baie-Mahault ( França)     | Medalha de prata   | Perseguição individual  |
| 2017               | Berlim ( Alemanha)         | Medalha de bronze  | Perseguição por equipas |

## Palmarés
2014
- 1 etapa do Grande Prêmio de Sochi

2017
- 1 etapa da Volta a Castilla e León
- 1 etapa do Grande Prêmio Internacional de Fronteiras e a Serra da Estrela

2018
- Giro do Médio Brenta[2]